# Why Don't We
Why Don't We (ofte forkortet WDW) er et amerikansk pop-boyband, der blev dannet den 27. september 2016 bestående af Jonah Marais Roth Frantzich fra Stillwater i Minnesota, Corbyn Matthew Besson fra Fairfax i Virginia, Daniel James Seavey fra Portland i Oregon, Jack Robert Avery fra Susquehanna i Pennsylvania og Zachary Dean Herron fra Dallas i Texas, der alle havde indspillet musik som soloartister. Bandet har flere gange været på TV og i radio. Gruppens album 8 letters har givet WDW megen succes. Drengene var venner, før de blev dannet som en gruppe. Deres fans hedder limelights, fordi deres første sang "Taking you" indeholder teksten "I need you in my life like limelight"

## Karriere

### 2016 – i dag
Boybandet blev dannet den 27. september 2016. Dagen efter blev det annonceret på deres YouTube-kanal. Bandet har senere udgivet tre EP'er og fem singler.
Debut-EP'en Only the Beginning indeholdt bl.a "Taking You", der blev bandets første single.
Bandet har arbejdet sammen med youTuberen Logan Paul, der har instrueret tre videoer med bandet. Deres nyeste Album hedder “8 letters”

## Diskografi

### EP'er
| Only the Beginning                                                              | - Udgivet: 25. november 2016 - Label: Signature - Format: Digitalt download  | —   | — | — |
| Something Different                                                             | - Udgivet: 21. april 2017 - Label: Signature - Format: Digitalt download     | —   | 6 | — |
| Why Don't We Just                                                               | - Udgivet: 2. juni 2017 - Label: Signature - Format: Digitalt download       | —   | 1 | — |
| Invitation                                                                      | - Udgivet: 26. september 2017 - Label: Signature - Format: Digitalt download | 113 | 2 | 7 |
| A Why Don't We Christmas                                                        | - Udgivet: 23. november 2017 - Label: Signature - Format: Digital download   | —   | — | — |
| "—" denotes releases that did not chart or were not released in that territory. |                                                                              |     |   |   |

### Singler
Som hovednavn
| Titel                     | År   | Hitliste | Hitliste | Hitliste | Hitliste | Album               |
| Titel                     | År   | US Bub.  | US Pop   | CAN      | NZ Heat. | Album               |
| ------------------------- | ---- | -------- | -------- | -------- | -------- | ------------------- |
| "Taking You"              | 2016 | —        | —        | —        | —        | Only the Beginning  |
| "Nobody Gotta Know"       | 2016 | —        | —        | —        | —        | Only the Beginning  |
| "Just to See You Smile"   | 2016 | —        | —        | —        | —        | Only the Beginning  |
| "Free"                    | 2016 | —        | —        | —        | —        | Only the Beginning  |
| "You and Me at Christmas" | 2016 | —        | —        | —        | —        | Non-album single    |
| "Something Different"     | 2017 | 22       | 33       | —        | —        | Something Different |
| "Why Don't We Just"       | 2017 | —        | —        | —        | —        | Why Don't We Just   |
| "These Girls"             | 2017 | 4        | —        | 82       | —        | Non-album single    |
| "Trust Fund Baby"         | 2018 | 20       | 30       | —        | —        | TBA                 |
| "Hooked" "talk"           | 2018 | 22       | —        | —        | 8        | TBA                 |

Som "featured artist"
| Titel                                                  | År   | Hitliste                | Hitliste | Album            |
| Titel                                                  | År   | US Bobler under Hot 100 | AUS      | Album            |
| ------------------------------------------------------ | ---- | ----------------------- | -------- | ---------------- |
| "Help Me Help You" (Logan Paul featuring Why Don't We) | 2017 | 5                       | 90       | Non-album single |